# Discografia di Lily Allen

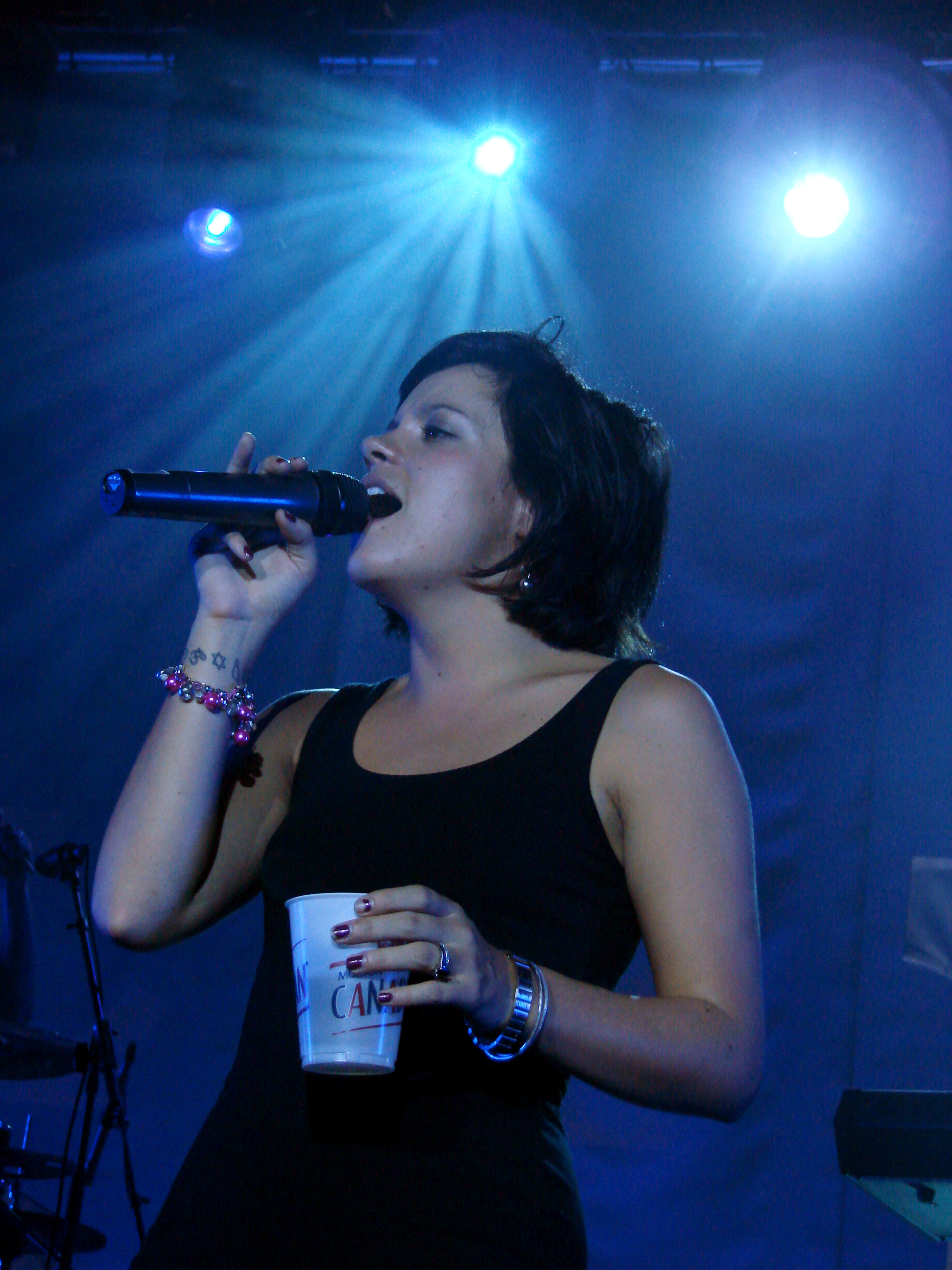
Lily Allen durante un concerto

La discografia di Lily Allen, una cantante inglese, consiste in quattro album di studio, tre EP, nove singoli da solista, tre singoli in collaborazione con altri artisti e dodici video musicali. La musica di Lily Allen contiene elementi pop, ska, elettropop e Synth pop. Oltre alla raccomandazione di famiglia, Lily è diventata famosa attraverso il suo account su MySpace, dove ha iniziato a pubblicare demo nel 2005. L'aumento della sua popolarità l'ha portata a contatti con l'etichetta discografica Regal Recordings. Il suo singolo d'esordio, Smile, è stato pubblicato nel 2006 ed è rimasto alla posizione numero 1 della classifica britannica per due settimane. L'album di debutto della cantante, Alright, Still, è stato diffuso poche settimane dopo. Ha avuto un alto successo commerciale: è stato certificato triplo disco di platino nel Regno Unito per aver venduto più di 900 000 copie e disco d'oro negli Stati Uniti in quanto ha venduto oltre 500 000 copie. Fu inoltre nominato come "Best Alternative Music Album" alla cinquantesima edizione dei Grammy Awards. Gli altri singoli estratti dall'album (LDN, Littlest Things e Alfie) non hanno ottenuto lo stesso successo del primo, riuscendo a vendere tuttavia un buon numero di copie e a raggiungere posizioni piuttosto elevate nella classifica britannica.
Nei primi mesi del 2009 fu pubblicato il secondo album di Lily, It's Not Me, It's You, le cui canzoni avevano uno stile più elettropop rispetto a quelle precedenti. L'album ha fatto il suo debutto alla posizione numero 1 nel Regno Unito, in Australia e in Canada. Il primo singolo estratto dal disco, The Fear, ha anch'esso fatto il suo debutto al numero 1 nel Regno Unito, mantenendo la posizione per quattro settimane. Gli altri singoli estratti dall'album sono Not Fair, il quarto ad entrare nella top ten britannica, Fuck You, di grande successo in tutto il mondo, anche in Italia, nonché terza canzone di Lily Allen ad entrare nella classifica americana, 22, Who'd Have Known e Back to the Start. Il primo EP della cantante, F.U.E.P., è stato pubblicato su iTunes nel marzo 2009, mentre nel novembre dello stesso anno è stato pubblicato un altro EP, Paris Live Session.

## Album in studio
| Anno                                                                 | Titolo | Classifiche | Classifiche | Classifiche | Classifiche | Classifiche | Classifiche | Classifiche | Classifiche | Classifiche | Classifiche | Certificazioni                                                  |
| Anno                                                                 | Titolo | UK          | AUS         | BEL         | CAN         | FRA         | IRE         | NL          | NZ          | SWE         | US          | Certificazioni                                                  |
| -------------------------------------------------------------------- | --- | ----------- | ----------- | ----------- | ----------- | ----------- | ----------- | ----------- | ----------- | ----------- | ----------- | --------------------------------------------------------------- |
| 2006                                                                 | Alright, Still - Pubblicazione: 14 luglio 2006 - Etichetta: Regal/EMI - Formati: CD, LP, download digitale         | 2           | 7           | 24          | 21          | 47          | 6           | 27          | 22          | 43          | 20          | - UK: 3× Platino - AUS: Platino - CAN: Oro - IRE: Platino       |
| 2009                                                                 | It's Not Me, It's You - Pubblicazione: 9 febbraio 2009 - Etichetta: Regal/EMI - Formati: CD, LP, download digitale | 1           | 1           | 5           | 1           | 11          | 3           | 17          | 9           | 14          | 5           | - UK: 3× Platino - AUS: 4× Platino - CAN: Oro - IRE: 2× Platino |
| 2014                                                                 | Sheezus - Pubblicazione: 6 maggio 2014 - Etichetta: Regal/Parlophone - Formati: CD, LP, download digitale          | 1           | 4           | 31          | 16          | 32          | 4           | 26          | 9           | —           | 12          | - UK: Oro                                                       |
| 2018                                                                 | No Shame - Pubblicazione: 8 giugno 2018 - Etichetta: Regal/Parlophone - Formati: CD, LP, download digitale         | 8           | 8           | 41          | —           | 138         | 20          | 68          | 40          | —           | 168         |                                                                 |
| "—" indica un album non classificato o non pubblicato in quel Paese. | |             |             |             |             |             |             |             |             |             |             |                                                                 |

## EP
| Anno | Titolo                                                                                                   |
| ---- | --- |
| 2009 | F.U.E.P. - Pubblicazione: 31 marzo 2009 - Etichetta: Capitol - Formato: download digitale                |
| 2009 | Paris Live Session - Pubblicazione: 24 novembre 2009 - Etichetta: Regal/EMI - Formato: download digitale |

## Singoli
| Anno                                                                   | Titolo                    | Classifiche | Classifiche | Classifiche    | Classifiche   | Classifiche | Classifiche | Classifiche | Classifiche | Classifiche | Classifiche | Classifiche | Album                 |
| Anno                                                                   | Titolo                    | UK          | AUS         | BEL (Vallonia) | BEL (Fiandre) | CAN         | FRA         | IRE         | NL          | NZ          | SWE         | US          | Album                 |
| ---------------------------------------------------------------------- | ------------------------- | ----------- | ----------- | -------------- | ------------- | ----------- | ----------- | ----------- | ----------- | ----------- | ----------- | ----------- | --------------------- |
| 2006                                                                   | Smile                     | 1           | 14          | 27             | 33            | 86          | 16          | 6           | 10          | 6           | 38          | 49          | Alright, Still        |
| 2006                                                                   | LDN                       | 6           | 39          | 2              | 9             | —           | —           | 21          | —           | 23          | —           | —           | Alright, Still        |
| 2006                                                                   | Littlest Things           | 21          | —           | —              | —             | —           | —           | —           | —           | —           | —           | —           | Alright, Still        |
| 2007                                                                   | Alfie[A]                  | 15          | —           | —              | —             | —           | —           | 31          | —           | 15          | —           | —           | Alright, Still        |
| 2009                                                                   | The Fear                  | 1           | 3           | 6              | 5             | 33          | 15          | 5           | 29          | 14          | 30          | 80          | It's Not Me, It's You |
| 2009                                                                   | Not Fair                  | 5           | 3           | 15             | 12            | —           | —           | 3           | 4           | 20          | 26          | —           | It's Not Me, It's You |
| 2009                                                                   | Fuck You[B]               | 154         | 23          | 1              | 2             | 37          | 14          | —           | 3           | —           | 18          | 68          | It's Not Me, It's You |
| 2009                                                                   | 22                        | 14          | 12          | 43             | 34            | —           | 23          | 12          | 18          | 28          | —           | —           | It's Not Me, It's You |
| 2009                                                                   | Who'd Have Known          | 39          | 54          | —              | —             | —           | —           | —           | 44          | —           | —           | —           | It's Not Me, It's You |
| 2010                                                                   | Back to the Start[C]      | —           | —           | —              | —             | —           | —           | —           | —           | —           | —           | —           | It's Not Me, It's You |
| 2013                                                                   | Somewhere Only We Know[D] | 1           | —           | 12             | 22            | —           | 6           | 1           | —           | —           | —           | —           | Sheezus               |
| 2013                                                                   | Hard out Here             | 9           | 14          | 24             | 29            | —           | 80          | 21          | 32          | 14          | —           | —           | Sheezus               |
| 2014                                                                   | Air Balloon               | 7           | 15          | 6              | 3             | —           | —           | 8           | —           | 30          | —           | —           | Sheezus               |
| 2014                                                                   | Our Time                  | 43          | 60          | —              | —             | —           | —           | —           | —           | —           | —           | —           | Sheezus               |
| 2014                                                                   | Sheezus[E]                | 113         | —           | —              | —             | —           | —           | —           | —           | —           | —           | —           | Sheezus               |
| 2014                                                                   | URL Badman                | 93          | —           | —              | —             | —           | —           | —           | —           | —           | —           | —           | Sheezus               |
| 2014                                                                   | As Long as I Got You      | —           | 45          | —              | —             | —           | —           | —           | —           | —           | —           | —           | Sheezus               |
| 2017                                                                   | Trigger Bang              | —           | —           | 26             | 41            | —           | —           | —           | —           | —           | —           | —           | No Shame              |
| 2018                                                                   | Lost My Mind              | —           | —           | —              | —             | —           | —           | —           | —           | —           | —           | —           | No Shame              |
| 2019                                                                   | What You Waiting For?     | —           | —           | —              | —             | —           | —           | —           | —           | —           | —           | —           | No Shame              |
| "—" indica un singolo non classificato o non pubblicato in quel Paese. |                           |             |             |                |               |             |             |             |             |             |             |             |                       |

Note:

- A^ Nel Regno Unito, Alfie è stato pubblicato come lato B di Shame for You.
- B^ Fuck You non è stato pubblicizzato nel Regno Unito, pertanto la posizione che ha raggiunto è grazie alle vendite digitali effettuate dopo la pubblicazione dell'album in cui è incluso.[31]
- C^ Di Back to the Start sono state pubblicate solo 1 000 copie in formato vinile 7".[32]
- D^ Somewhere Only We Know è stato pubblicato solo per il mercato britannico.
- E^ Sheezus è stato pubblicato come singolo promozionale soltanto in Regno Unito.

## Collaborazioni
| Anno                                                                   | Titolo                                                            | Classifiche | Classifiche | Classifiche | Album                |
| Anno                                                                   | Titolo                                                            | UK          | AUS         | IRE         | Album                |
| ---------------------------------------------------------------------- | ----------------------------------------------------------------- | ----------- | ----------- | ----------- | -------------------- |
| 2007                                                                   | Oh My God (cover dei Kaiser Chiefs ) (con Mark Ronson)            | 8           | 72          | 21          | Version              |
| 2007                                                                   | Drivin' Me Wild (con Common)                                      | 56          | —           | —           | Finding Forever      |
| 2010                                                                   | Just Be Good to Green (con Professor Green)                       | 5           | 49          | 17          | Alive Till I'm Dead  |
| 2011                                                                   | 5 O'Clock (remake di Who'd have known) (con T-Pain e Wiz Khalifa) | 6           | 29          | —           | REVOLVEЯ             |
| 2013                                                                   | True Love (con Pink)                                              | 16          | 5           | 23          | The Truth About Love |
| 2013                                                                   | Dream a Little Dream of Me (con Robbie Williams)                  | 144         | —           | —           | Swings Both Ways     |
| "—" indica un singolo non classificato o non pubblicato in quel Paese. |                                                                   |             |             |             |                      |

## Video musicali
| Anno | Titolo                                      | Regista/i                                          |
| ---- | ------------------------------------------- | -------------------------------------------------- |
| 2006 | Smile                                       | Sophie Muller                                      |
| 2006 | LDN                                         | Nima Nourizadeh                                    |
| 2006 | Littlest Things                             | Nima Nourizadeh                                    |
| 2007 | Alfie                                       | Sarah Chatfield                                    |
| 2007 | Oh My God (con Mark Ronson)                 | Nima Nourizadeh                                    |
| 2007 | Drivin' Me Wild (con Common)                | Chris Robinson                                     |
| 2008 | The Fear                                    | Nez                                                |
| 2009 | Not Fair                                    | Melina Matsoukas                                   |
| 2009 | Fuck You                                    | Arnaud Boutin, Camille Dauteuille e Clement Dozier |
| 2009 | 22                                          | Jake Scott                                         |
| 2009 | Who'd Have Known                            | James Caddick                                      |
| 2010 | Just Be Good To Green (con Professor Green) | Henry Scholfield                                   |
| 2013 | True Love (con Pink)                        | Sophie Muller                                      |
| 2013 | Hard Out Here                               | Christopher Sweeney                                |
| 2013 | Somewhere Only We Know                      |                                                    |
| 2014 | Air Balloon                                 | That Go                                            |
| 2018 | Trigger Bang                                | Myles Whittingham                                  |

## Altre apparizioni
| Anno | Titolo                           | Album                                          | Note                             |
| ---- | -------------------------------- | ---------------------------------------------- | -------------------------------- |
| 2006 | Lights Go Down                   | Crazy Itch Radio                               | Coro per Basement Jaxx           |
| 2006 | Bongo Bong and Je ne t'aime plus | Rudebox                                        | Coro per Robbie Williams         |
| 2007 | Wanna Be                         | Maths + English                                | Duetto con Dizzee Rascal         |
| 2007 | Everybody's Changing             | The Saturday Sessions: The Dermot O'Leary Show | Cover dei Keane                  |
| 2008 | Never Miss a Beat                | Off with Their Heads                           | Coro per i Kaiser Chiefs         |
| 2008 | Always Happens Like That         | Off with Their Heads                           | Duetto coi Kaiser Chiefs         |
| 2009 | Straight to Hell                 | War Child Presents Heroes                      | Duetto con Mick Jones            |
| 2009 | Beds Are Burning                 | singolo di carità                              | Collaborazione con altri artisti |